# Barhamtusz
Barhamtusz – miejscowość w Egipcie, w muhafazie Ad-Dakahlijja. W 2006 roku liczyła 13 576 mieszkańców.